# On the Sunny Side of the Street
Az On the Sunny Side of the Street (Az utca napos oldalán) egy amerikai örökzöld dal. 1930-ban született, szerzői Jimmy McHugh és Dorothy Fields voltak.

## Keletkezése
Valójában Fats Waller volt a zeneszerző, aki azonban eladta szerzői jogait. A dalt bemutatta a Broadway a Lew Leslie's International Revue-ben Harry Richman és Gertrude Lawrence előadásában. Hanglemezre 1930-ban rögzítették először.

## Előadói
Számtalan előadója között volt: 
- Louis Armstrong
- Dave Brubeck
- Earl Hines
- Benny Goodman
- Lionel Hampton
- Erroll Garner
- Dizzy Gillespie
- Art Tatum
- Count Basie
- Ella Fitzgerald
- Billie Holiday
- Bing Crosby
- Dinah Washington
- Judy Garland
- Doris Day
- Frankie Laine
- Nat King Cole
- Esperanza Spalding
- Morikava Nacuki
- Andrea Motis
- Roberta Gambarini
- Sara Gazarek
- Leningrad Dixieland (Ленинградский Диксиленд)
- Tony Bennett
- Gunhild Carling (live)
- The Waller Creek Vipers at Monk's Jazz
- Brenda Lee